# Holdenita
La holdenita és un mineral de la classe dels fosfats. Rep el nom en honor d'Albert Fairchild Holden (Cleveland, Ohio, EUA, 31 de desembre de 1866 - 18 de maig de 1913), enginyer de mines i col·leccionista de minerals de la zona de Franklin, benefactor de la Universitat Harvard.

## Característiques
La holdenita és un arsenat de fórmula química (Mn2+,Mg)₆Zn₃(AsO₄)₂(SiO₄)(OH)₈. Cristal·litza en el sistema ortoròmbic. La seva duresa a l'escala de Mohs és 4.
Segons la classificació de Nickel-Strunz, la holdenita pertany a «08.BE: Fosfats, etc. amb anions addicionals, sense H₂O, només amb cations de mida mitjana, (OH, etc.):RO₄ > 2:1» juntament amb els següents minerals: augelita, grattarolaïta, cornetita, clinoclasa, arhbarita, gilmarita, allactita, flinkita, raadeïta, argandita, clorofenicita, magnesioclorofenicita, gerdtremmelita, dixenita, hematolita, kraisslita, mcgovernita, arakiïta, turtmannita, carlfrancisita, sinadelfita, kolicita, sabel·liïta, jarosewichita, theisita, coparsita i waterhouseïta.

## Formació i jaciments
Va ser descoberta en mostres de la col·lecció personal d'Albert Fairchild Holden, de qui rep el nom aquest mineral, provinents de la localitat de Franklin, a Nova Jersey, Estats Units. Posteriorment ha estat trobada a la mina Sterling, al proper municipi d'Ogdensburg.